# Plagiotriptus peterseni
Plagiotriptus peterseni is een rechtvleugelig insect uit de familie Thericleidae. De wetenschappelijke naam van deze soort is voor het eerst geldig gepubliceerd in 1986 door Johnsen.